# Klinkenstecker

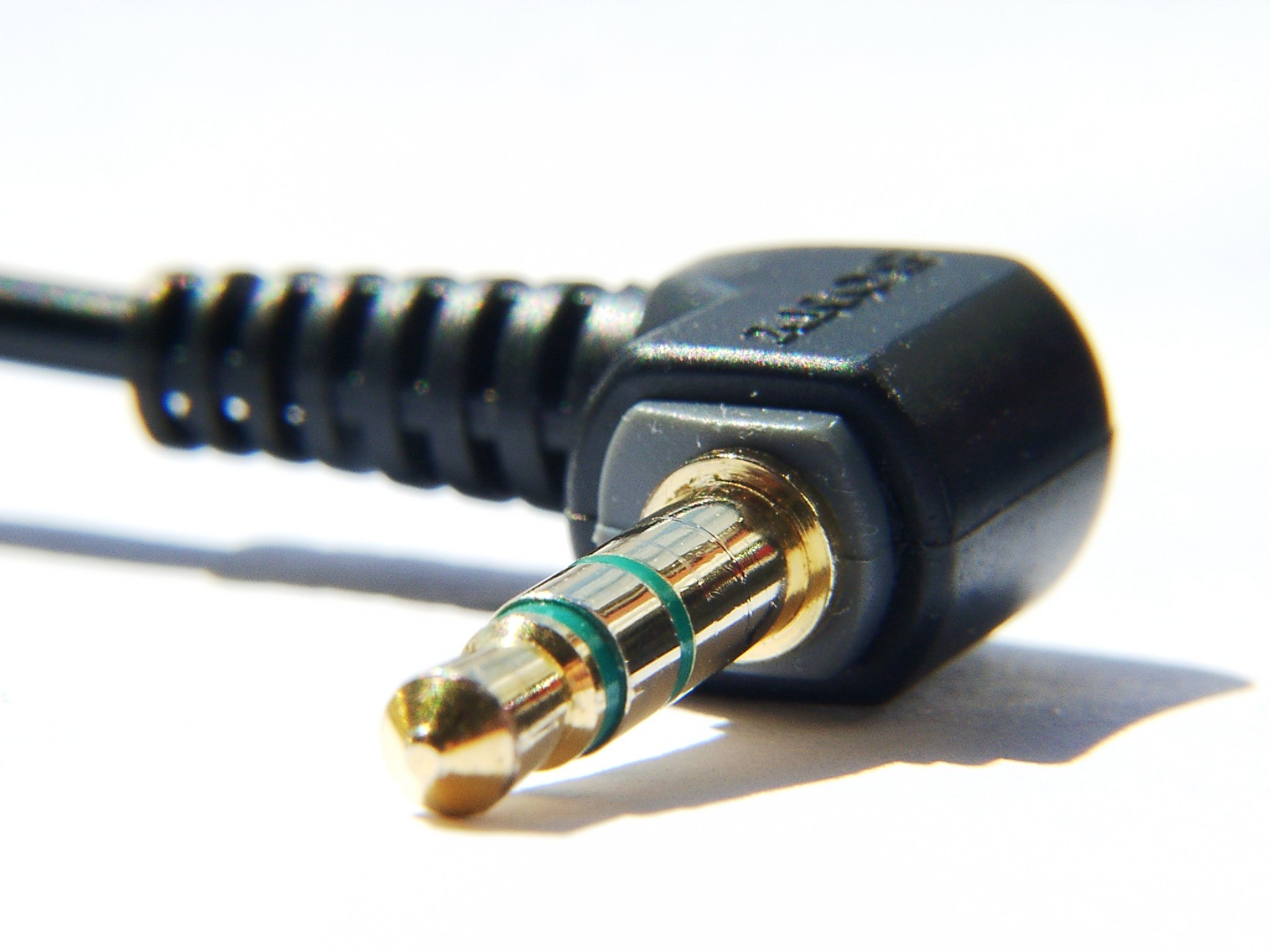
Abgewinkelter Klinkenstecker Stereo, 3,5 mm Durchmesser, mit angespritztem Griffstück und Knickschutz

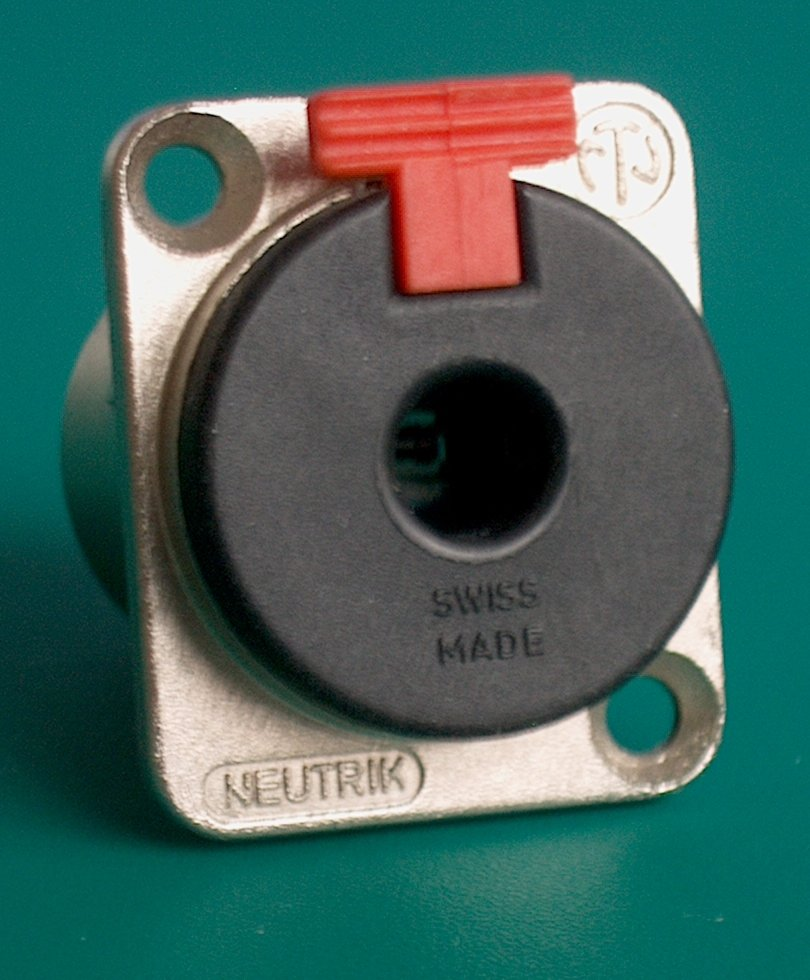
6,35-mm-Klinkenbuchse mit mechanischer Verriegelung

Klinkenstecker, in der Kommunikationstechnik für Kopfhörer auch als Leitungsstöpsel bezeichnet, sind weltweit verbreitete zwei- und mehrpolige koaxiale Steckverbinder. Sie dienen der Übertragung von kleinen elektrischen Signalen und großen Leistungen bei Endstufen in der Bühnentechnik oder einer reinen Wechsel- oder Gleichspannung im Kleinspannungsbereich.
Die Spitze und die Hülle des zweipoligen Klinkensteckers entsprechen dem Innenleiter (Seele) und dem Außenleiter (Abschirmung, Masse) des Koaxialkabels. Bei mehrpoligen Steckern entspricht jeder Ring einem weiteren konzentrischen Innenzylinder und Kontakt.
Im Englischen wird der Dreipolige als TRS connector für Tip (Spitze), Ring und Sleeve (Hülle) bezeichnet, mehrpolige als TRRS usw. – umgangssprachlich auch audio plug oder audio jack.
Einige Bauformen sind von der EIA als RS-453 und von der IEC unter 60603-11 genormt.
Vorteile sind die einfache Handhabung, die schnell lösbare Verbindung und die platzsparende Bauform.
Nachteile sind die nicht berührungssicheren Kontakte, bei Handhabung unter Spannung eine Kurzschlussgefahr und die Kontaktmängel bei nachlassender Federspannung.
Die Kontaktbelastung beträgt bei den 6,35-mm-Buchsen und -Kupplungen bis zu 10 A. Je nach Einsatzzweck und Produktqualität sind viele Tausend Zyklen möglich.

## Geschichte
Der Name kommt vom Einklinken bzw. Einrasten in die Kontaktfedern der Buchse oder Kupplung, die den Stecker halten. Als es noch keine automatischen Vermittlungen gab, wurden die Telefone von Telefonisten mit der Hand verbunden. Ihre Leitungen lagen auf den Klinkenbuchsen eines Vermittlungsschrankes. Die Verbindungen wurden über Kabel mit Steckern hergestellt.

## Bauformen

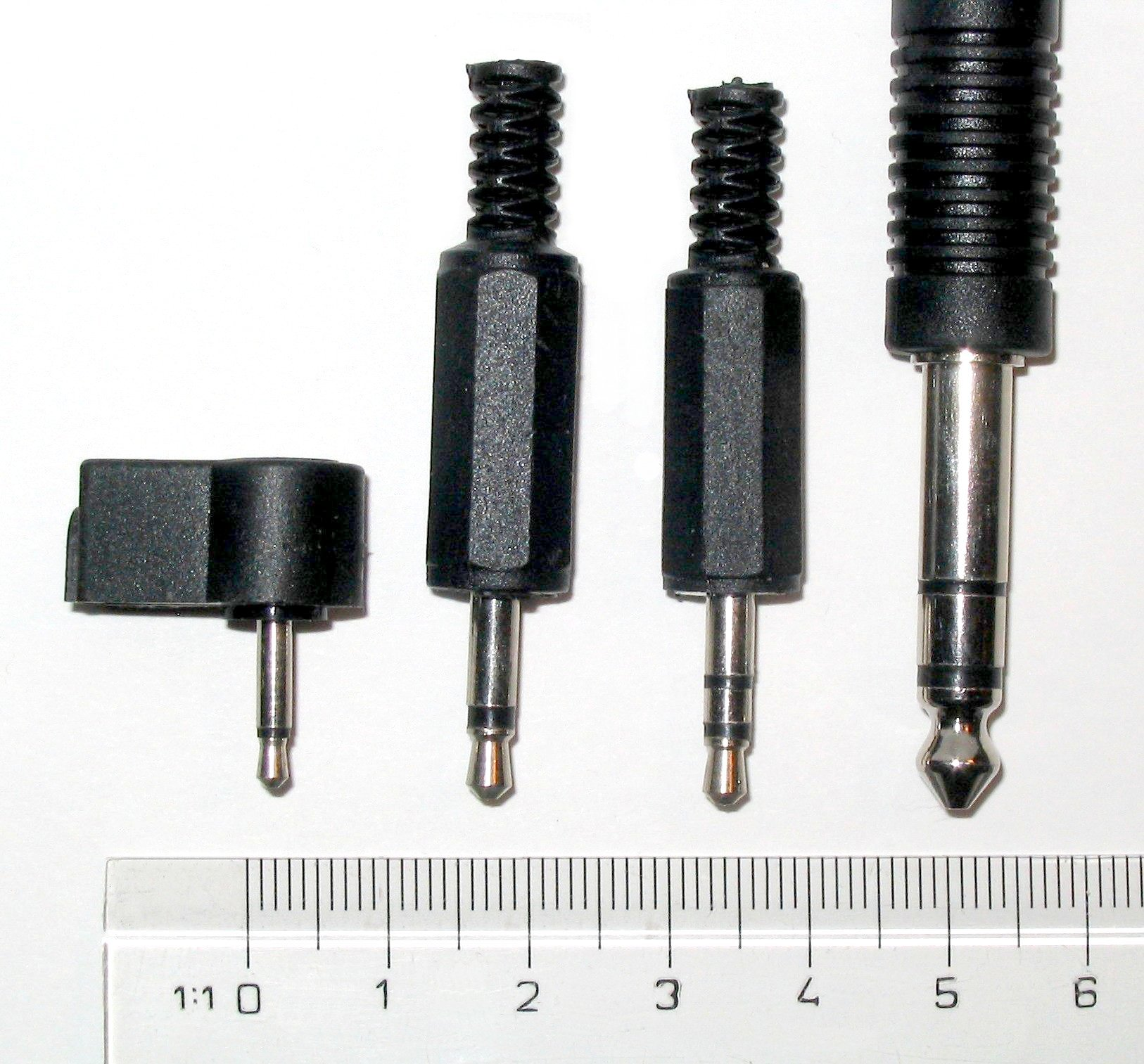
Von links nach rechts:
2,5 mm mono; 3,5 mm mono; 3,5 mm stereo; 6,35 mm stereo

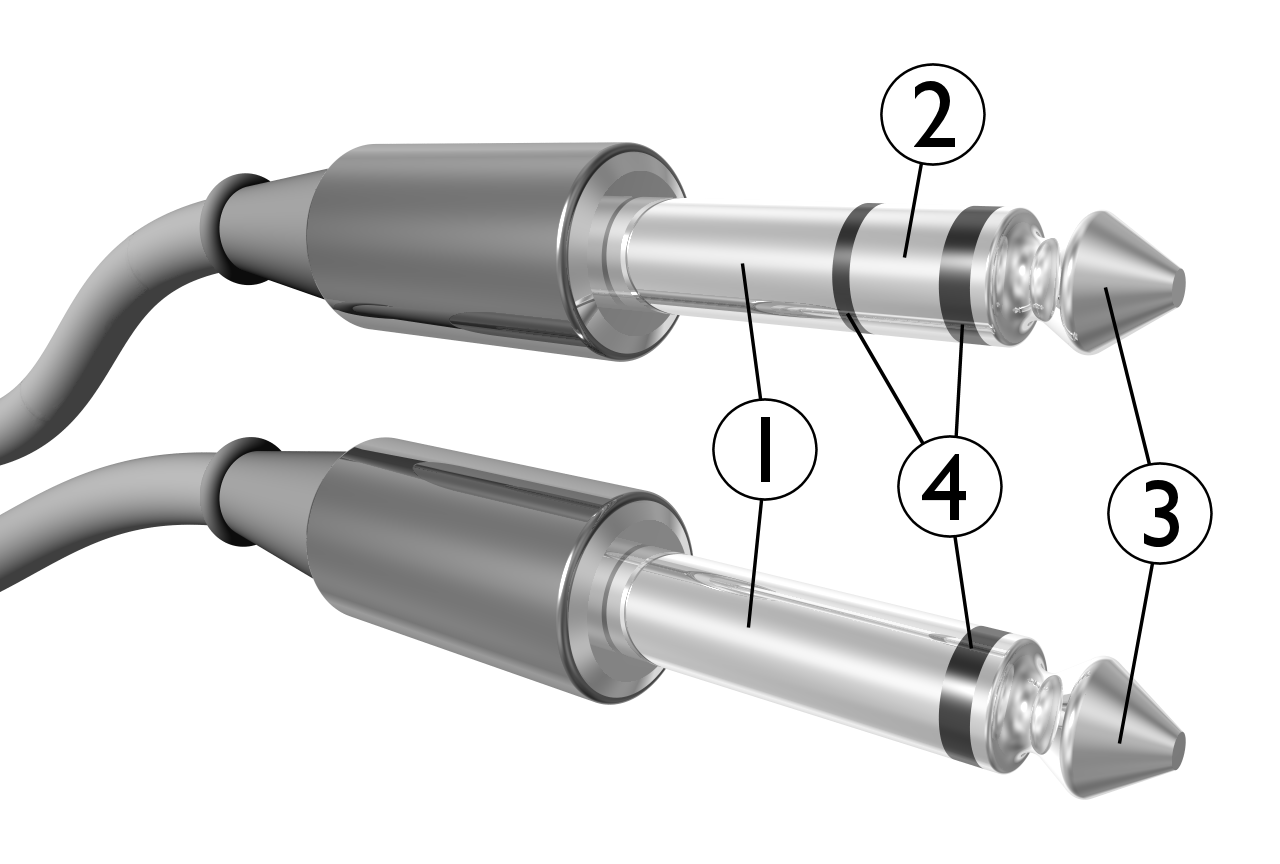
Steckeraufbau:
1. Schaft: Masse
2. Ring: Rechter Kanal bei Stereosteckern, negative Polarität bei symmetrischen Verbindungen
3. Spitze: Linker Kanal bei Stereosteckern, positive Polarität bei symmetrischen Verbindungen, Signal („hot“) bei Monosteckern
4. Isolatoren

Klinkenstecker werden mit verschiedenen Schaftdurchmessern hergestellt:
2,5 mmfür besonders kleine Geräte, wie Headsets für Mobiltelefone. Findet auch Verwendung zur Datenübertragung bei manchen Taschenrechnern oder für Kabelauslöser bei Fotoapparaten. Ebenfalls bei Stereoanlagen zur Synchronisation von CD-Spieler und Tape-Deck verwendet. Diese Steckergröße ist bekannt als Micro-Klinke.
3,5 mmmeist an tragbaren Geräten (Smartphones, MP3-Player, Discman), Soundkarten und kleinen Kopfhörern; auch Miniklinke oder kleine Klinke genannt.
4,4 mmwird im professionellen Tonstudiobereich verwendet. Dieser auch als Bantamstecker oder Tiny Telephone (TT) bekannte Klinkenstecker kommt aus der Telefontechnik und hat gegenüber den normalen Klinkensteckern den Vorteil, dass durch die unterschiedlichen Durchmesser von Spitze und Ring Kurzschlüsse beim Stecken vermieden werden.
5,23 mmauch Pilotenklinke genannt mit der Bezeichnung MIL-P-642/5 oder PJ-068 wird verwendet bei Flugfunkgeräten der Luftfahrt beim Headset zum Anschluss des Mikrofons. Die Hörer werden mittels 6,35-mm-Klinke angeschlossen. Die unterschiedlichen Durchmesser stellen den richtigen Anschluss der Ausrüstung sicher.
6,35 mm1⁄4 Zoll, an Stereoanlagen und fast allen Geräten aus der Musikproduktion, wie Mischpulten, Effektgeräten, Synthesizern, Keyboards, E-Pianos, E-Gitarren und Gitarrenverstärkern. Sie sind mechanisch und elektrisch ausreichend belastbar und weisen eine große Kontaktfläche auf; auch große Klinke oder Poststecker genannt, letzteres wegen der Verwendung dieses Formats in alten Telefon-Handvermittlungen.
7,13 mmin zivilen Hubschraubern sowie in der militärischen Luftfahrt genutzt; benannt auch NATO-Plug U-174/U und passt in die Telephone Jack U-92A/U.

Schaltzeichen:
A Buchse, zweipolig,
B Buchse dreipolig, Hülse geerdet,
C Buchse dreipolig mit isoliertem 2× dreipoligem Schalter,
D Buchse dreipolig mit 2× zweipoligem Schalter, Öffner

Es gibt Klinkenstecker in Ausführungen mit null (optisch), zwei (Mono), drei (Stereo), vier (Stereo + Zusatz) und fünf (Stereo + Stereo-Zusatz) Kontakten.

### Englische Bezeichnung
Auf Englisch sind verschiedene Bezeichnungen für Klinkenstecker gebräuchlich: phone connector, phone jack (nicht zu verwechseln mit phono jack), audio jack, headphone jack und jack plug. Plug ist die allgemeine Bezeichnung für Stecker und eine Buchse wird je nach Zusammenhang als jack oder socket bezeichnet.
| Bez.  | Abgeleitet von                    | Übersetzung                          | Verwendung für                                                |
| ----- | --------------------------------- | ------------------------------------ | ------------------------------------------------------------- |
| TS    | Tip + Sleeve                      | Spitze + Schaft                      | Monostecker                                                   |
| TRS   | Tip + Ring + Sleeve               | Spitze + Ring + Schaft               | Stereostecker oder einkanalige symmetrische Signalübertragung |
| TRRS  | Tip + Ring + Ring + Sleeve        | Spitze + Ring + Ring + Schaft        | Stecker mit Zusatzkontakt (typisch: Mikrofon oder Video)      |
| TRRRS | Tip + Ring + Ring + Ring + Sleeve | Spitze + Ring + Ring + Ring + Schaft | Stecker mit Zusatzkontakt (typisch: Antischall)               |

### Monostecker (zweipolig)
|     | SIG                 | (Ton-)Signal |
| GND | Masse (Rückleitung) |              |

Der Monostecker führt an der Spitze das Signal und am hinteren Teil – der Hülse – die Abschirmung und Rückleitung („Masse“). Die Übertragung erfolgt daher asymmetrisch.

### Stereostecker (dreipolig)
|     |                                | L | Linkes Tonsignal |
| R   | Rechtes Tonsignal              |   |                  |
| GND | gemeinsame Masse (Rückleitung) |   |                  |

Der Stereostecker ist die Weiterentwicklung des Monosteckers. Um den dritten Kontakt für den zweiten Kanal unterzubringen, wurde ein Ring von der Hülse abgetrennt.
Die Spitze ist mit dem Signal für den linken Kanal belegt, der Ring hinter der Spitze mit dem Signal für den rechten Kanal. Der hintere Teil, die Hülse, ist wie beim Monostecker mit der Abschirmung und Rückleitung belegt. Diese Art der Signalübertragung erfolgt ebenfalls asymmetrisch.

### Monostecker mit symmetrischer Verbindung (dreipolig)
|     | +                                                                               | Leitung für Tonsignal, Hinleitung für Phantomspeisung |
| −   | Leitung für Tonsignal mit umgekehrter Polarität, Hinleitung für Phantomspeisung |                                                       |
| GND | Abschirmung für Tonsignal, Rückleitung für Phantomspeisung                      |                                                       |

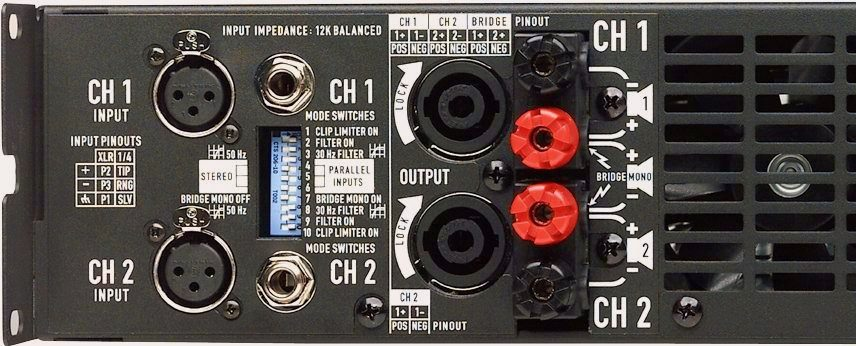
Anschlüsse einer professionellen PA-Endstufe mit XLR- und symmetrischen Mono-Klinkensteckereingängen, siehe gemeinsame Belegungstabelle ganz links.

In der professionellen Audiotechnik werden meist symmetrische Verbindungen benutzt, bei denen das Signal getrennt von der Abschirmung und dem Massepotenzial über zwei gleichwertige Leitungen – eine mit positiver Polarität (hot) und eine mit negativer Polarität (cold) – übertragen wird. Da Störungen durch Einstreuungen meist beide Leiter gleich betreffen, kann der Empfänger sie eliminieren, indem er die Differenz der beiden Signale bildet. Der hintere Teil, die Hülse, ist wie beim Monostecker mit der Abschirmung belegt. Steckt man einen Monostecker in eine symmetrisch beschaltete Buchse, schließt man die negativ gepolte Leitung gegen Masse kurz, was je nach Schaltungsdesign zu Schäden führen kann.
Oft werden für symmetrische Verbindungen XLR-Stecker verwendet, aus Platz- oder Kostengründen allerdings auch oft die gleichen Klinkenstecker wie für Stereo-Anschlüsse.
Für eine Phantomspeisung bei Mikrofonen werden vom Empfänger (Verstärker, Mischpult) beide Signalleitungen auf das gleiche gegen Masse positive Potenzial gelegt (meistens 12 bis 48 Volt).

### Stereostecker mit Zusatzfunktion (vierpolig)
| OMTP | CTIA                           |   |                  |
|      |                                | L | Linkes Tonsignal |
| R    | Rechtes Tonsignal              |   |                  |
| AUX  | Zusatzsignal, z. B. Mikrofon   |   |                  |
| GND  | gemeinsame Masse (Rückleitung) |   |                  |

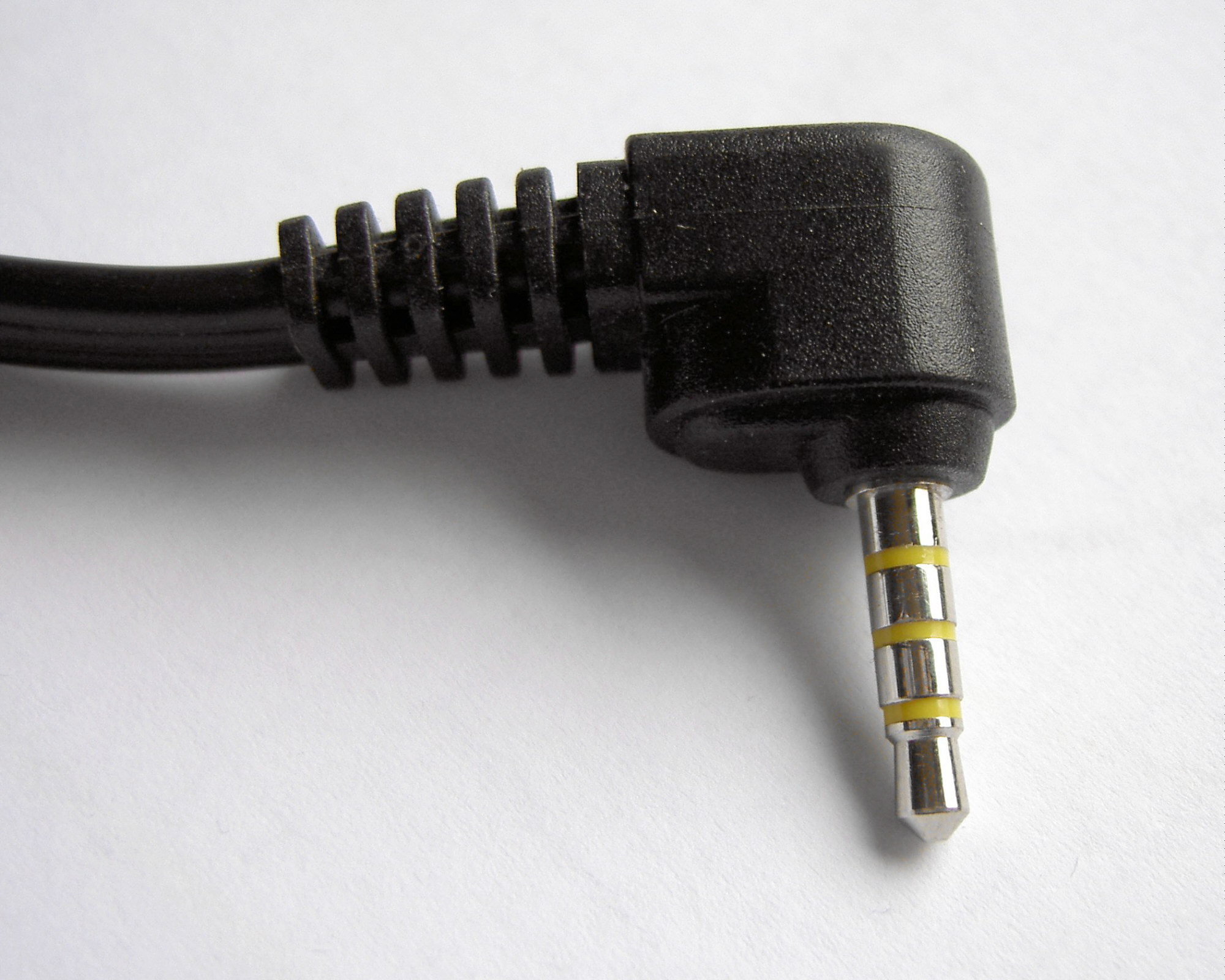
Vierpoliger Klinkenstecker

Bei dem Stereostecker mit Zusatzfunktion ist ein weiterer Ring von der Hülse abgetrennt und so stehen statt drei insgesamt vier Kontakte zur Verfügung. Stereostecker mit Zusatzfunktionen werden überwiegend an Handys und Smartphones zum Anschluss von Headsets verwendet. Zur Übertragung von Stereo-Audio und einem Mono-Mikrofonkanal sind zwei verschiedene Varianten der Pinbelegung gebräuchlich. Beide Varianten verwenden die Spitze zur Übertragung des linken Audiokanals und den ersten Ring zur Übertragung des rechten Audiokanals. Bei der Variante der Open Mobile Terminal Platform (OMTP) wird der Mikrofonkanal auf den zweiten Ring übertragen und Masse liegt auf dem dritten Ring beziehungsweise der Buchse. Bei der Variante der Cellular Telecommunications Industry Association (CTIA), auch invertierte Variante genannt, ist die Belegung des Mikrofonkanals und der Masse getauscht, so dass die Masse auf dem zweiten Ring liegt und der Mikrofonkanal auf der Buchse.
Beide Varianten erlauben die problemlose Nutzung von normalen Kopfhörern (die mit einem dreipoligen Klinkenstecker ausgestattet sind) in einer vierpoligen Buchse, da die Pinbelegung der Spitze und des ersten Rings mit der des dreipoligen Steckers übereinstimmt. Der Mikrofonkanal wird dann durch den Stecker direkt nach Masse kurzgeschlossen. Einen Unterschied macht die Variante beim Anschluss eines Headsets an einer dreipoligen Buchse mit dedizierter Kontaktfeder für Masse (aber ohne Kontaktring für den Schaft), wie sie beispielsweise in MP3-Playern oder Computern verwendet werden. Wird ein vierpoliger Stecker in eine solche dreipolige Buchse gesteckt, liegt der Kontakt für Masse auf dem zweiten Ring. Bei Variante der OMTP befindet sich hier der Mikrofonkanal, so dass ein Headset mit einer Pinbelegung nach Variante der OMTP in einer dreipoligen Buchse nicht verwendet werden kann. Ein Headset mit der Pinbelegung nach Variante der CTIA kann hingegen in dreipoligen Buchsen problemlos verwendet werden, da hier die Masse auf dem zweiten Ring liegt und von der Buchse korrekt kontaktiert wird. Der Mikrofonkanal ist in diesem Fall ohne Kontakt und zwangsläufig ohne Funktion.

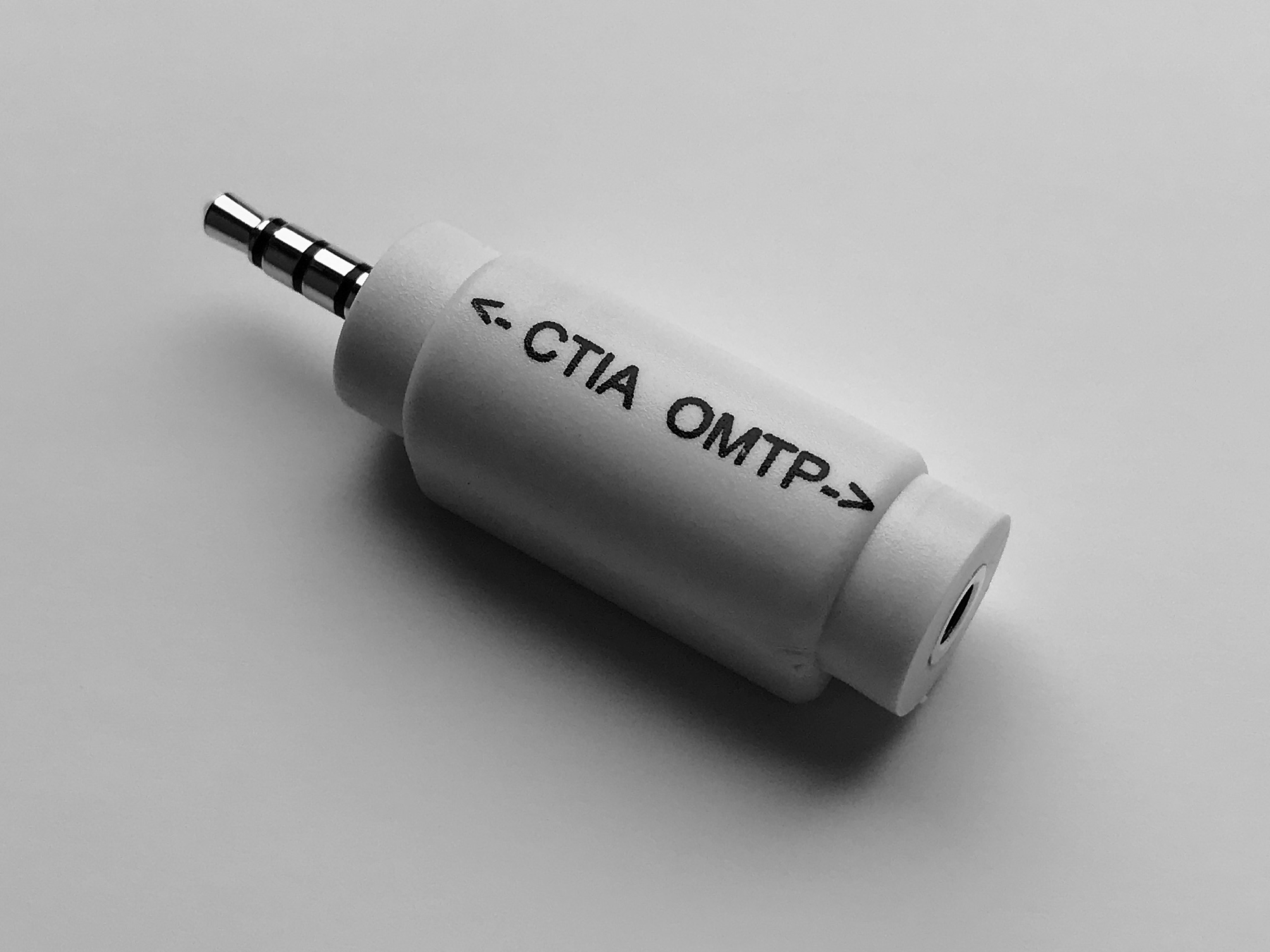
Adapter zwischen OMTP und CTIA

Die Pinbelegung nach Variante der OMTP wird von älteren Handys der Marken Nokia, Samsung und Sony Ericsson verwendet; die CTIA-Variante von Apple (iPhone, iPad, iPod und MacBook), AVM, Blackberry, Xbox One Stereo Headset Adapter, HTC sowie von neueren Nokia-, Samsung- und Sony-Handys. Außerdem kommt sie in einigen Notebooks und PC von HP, Lenovo und Dell sowie in weiteren Geräten zum Einsatz. Bei einigen, insbesondere älteren, Handys kann die Pinbelegung von den oben geschilderten Varianten abweichen. Standardzubehör kann dann unter Umständen nur mit Hilfe von Adaptern verwendet werden.
Für die Steuerung eines Audioplayers wird das Mikrofon mit Widerständen überbrückt. Dabei werden folgende Widerstandswerte verwendet:

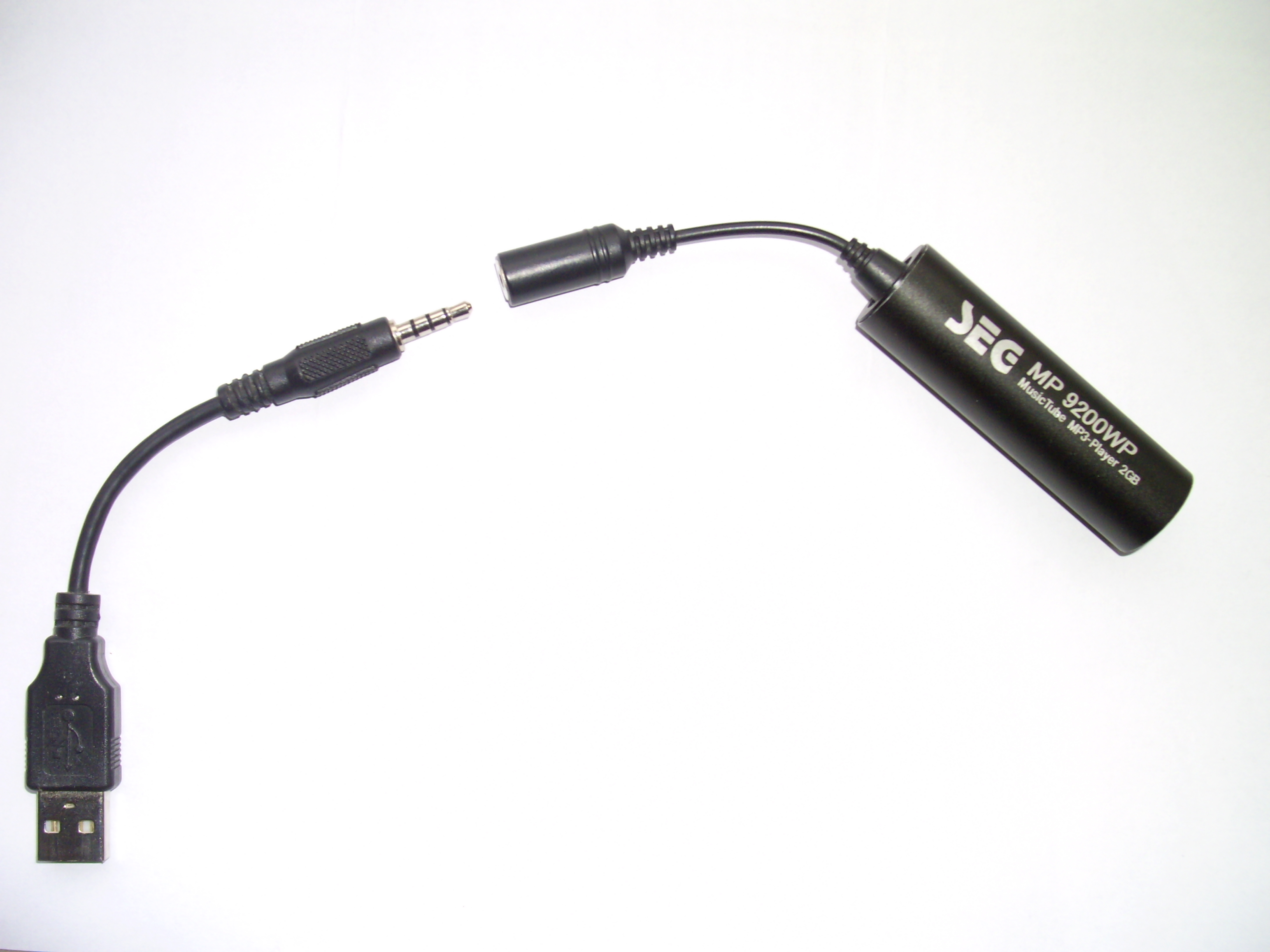
TRRS-zu-USB-Adapter beim MP3-Player MP 9200WP von SEG

| Taste                            | Widerstand |
| -------------------------------- | ---------- |
| Play/Pause                       | 0000<70 Ω  |
| Vol+                             | 210–290 Ω  |
| Vol−                             | 360–680 Ω  |
| (reserviert für Sprachsteuerung) | 110–180 Ω  |

#### Sonderanwendungen des vierpoligen Klinkensteckers
Neben der Nutzung zum Anschluss von Headsets werden vierpolige Klinkenstecker auch zur Übertragung von Mehrkanalton, Audio-, Video- und USB-Signalen verwendet.
An einem MP3-Player bietet der vierpolige Klinkenstecker die Möglichkeit, den MP3-Player mittels Adapter über USB an den PC anzuschließen, wodurch eine weitere Steckverbindung für USB entfallen kann.

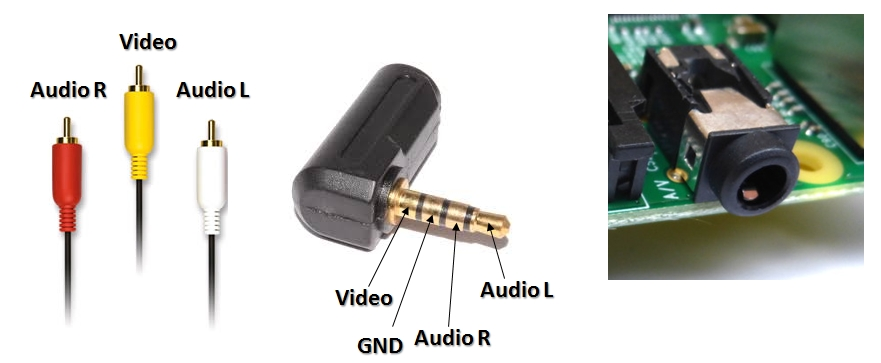
Belegung des Klinkensteckers bei einem Raspberry Pi

#### Video-Audio-Adapter mit vierpoligen Klinkensteckern
Bei manchen Camcordern, Digitalkameras, TV-HD-Receivern und Einplatinencomputern wie dem Raspberry Pi kommt dieser Stecker zum Einsatz, um die Wiedergabe im FBAS-Format und analogen Zweikanal- bzw. Stereoton auf einem Fernsehgerät zu ermöglichen. Die Pinbelegung ist in diesen Fällen nicht genormt und wird vom jeweiligen Hersteller des Gerätes festgelegt.

### Stereostecker mit Zusatzfunktion (fünfpolig)

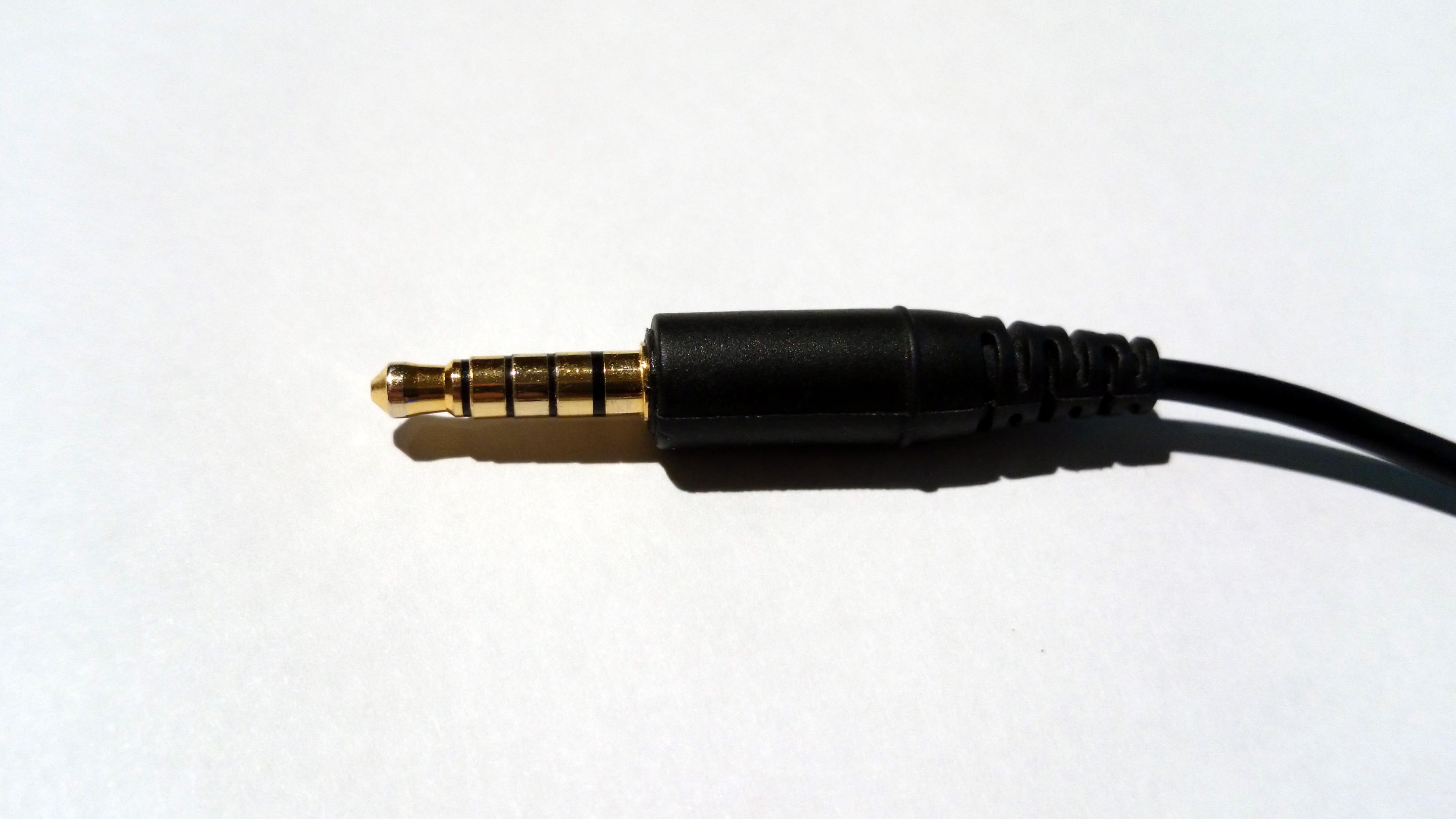
Klinkenstecker 3,5 mm mit Zusatzfunktion (5-polig)

Entwickelt durch ITU-T und standardisiert als P.382 werden diese Stecker hauptsächlich für Stereo-Kopfhörer mit integrierter digitaler Geräuschreduktion (auch „aktive Lärmkompensation“, englisch Active Noise Reduction [ANR], Active Noise Cancellation [ANC] oder auch Digital Noise Cancellation [DNC]) verwendet und sind bisher bei höherwertigen Smartphones von Sony zu finden. Im Gegensatz zu vierpoligen Steckern, bei denen zwei Audiokanäle und nur ein Mikrofonkanal übertragen wird, bietet die fünfpolige Variante einen weiteren Mikrofonkanal, sodass Stereo-Audio- und Stereo-Mikrofonsignale zugleich übertragen werden können. So können Störsignale für beide Ohren unabhängig erkannt werden, und während eines Telefonates mit einem Geräuschreduzierenden Headset verbleibt das zweite Mikrofon, um zur Reduzierung von Hintergrundgeräuschen genutzt zu werden.

### Schaltfunktion
Die Buchse oder Kupplung kann mit zusätzlichen Schaltkontakten ausgerüstet sein, die durch den Steckvorgang betätigt werden. So werden oftmals bei Geräten mit eingebauten Lautsprechern diese stummgeschaltet, sobald ein Kopfhörerstecker in den entsprechenden Anschluss gesteckt wird. Ein weiteres Beispiel sind Geräte, die auf Pause schalten, wenn der Kopfhörerstecker aus dem Anschluss entfernt wird. In manchen Gitarrenbuchsen und Effektgeräten gibt es Schalter, die den eingebauten Impedanzwandler erst einschalten, wenn ein Kabel eingesteckt wird.

### Optische Klinkenstecker

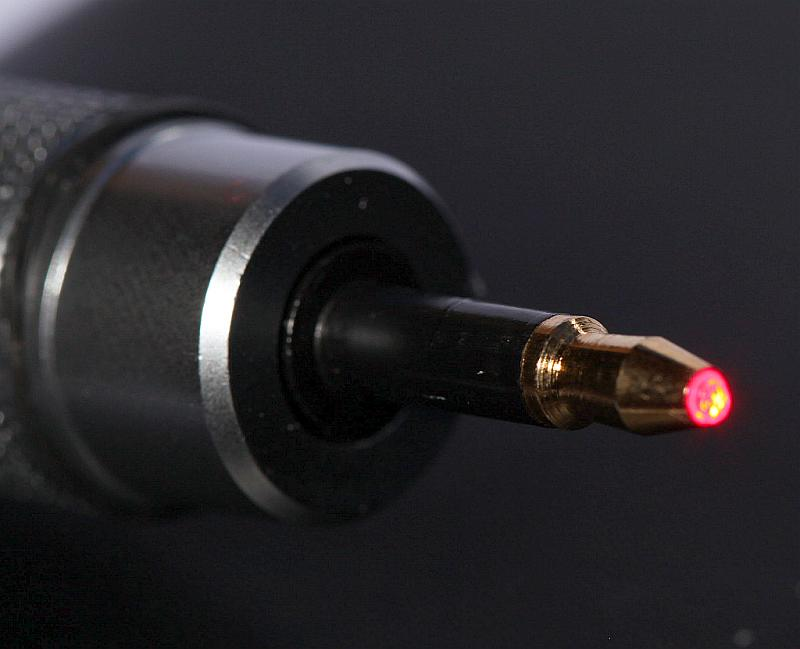
Toslink-Klinkenstecker

Es gibt auch Klinkenstecker für die optische Übertragung von Signalen im TOSLINK-Format. Diese werden überwiegend an Notebooks oder PC-Soundkarten eingesetzt. Dabei gibt es kombinierte Buchsen, die sowohl elektrische Klinkenstecker kontaktieren können als auch über eingebaute optische Sender oder Empfänger verfügen.

## Adapter
Adapter gibt es für viele unterschiedliche Kombinationen. Verbreitet sind:

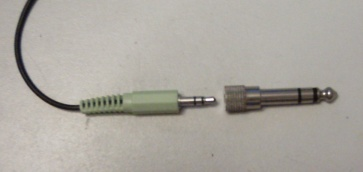
Stereostecker 3,5 mm mit Adapter auf 6,35 mm
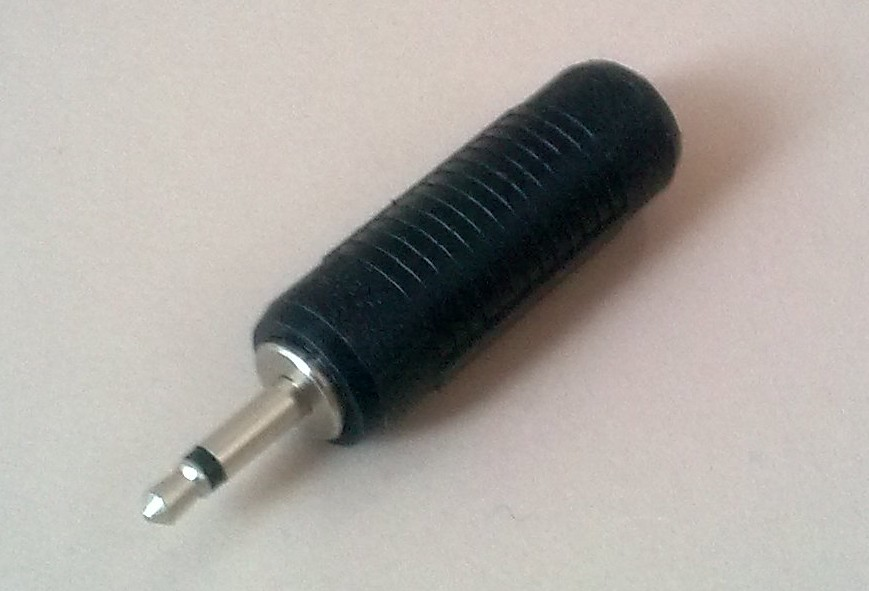
Mono: Klinke-6,35 auf Klinke-3,5
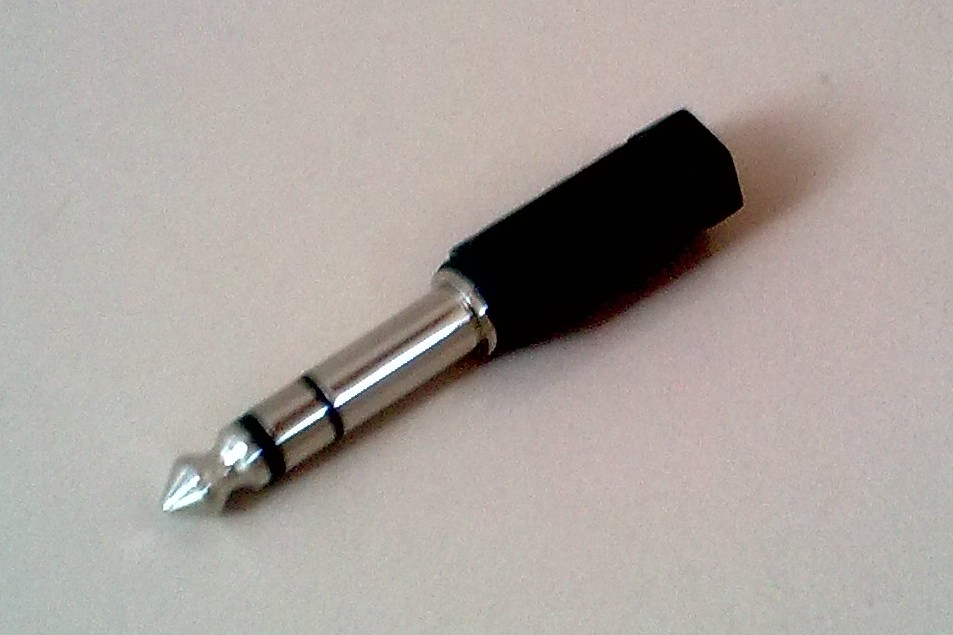
Stereo: Klinke-3,5 auf Klinke-6,35
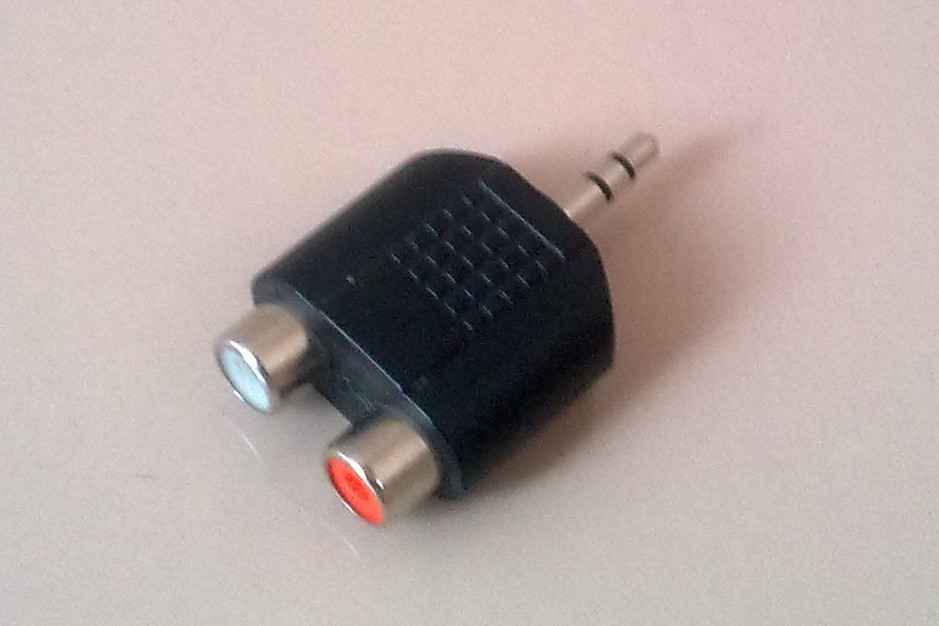
Stereo: Cinch auf Klinke-3,5
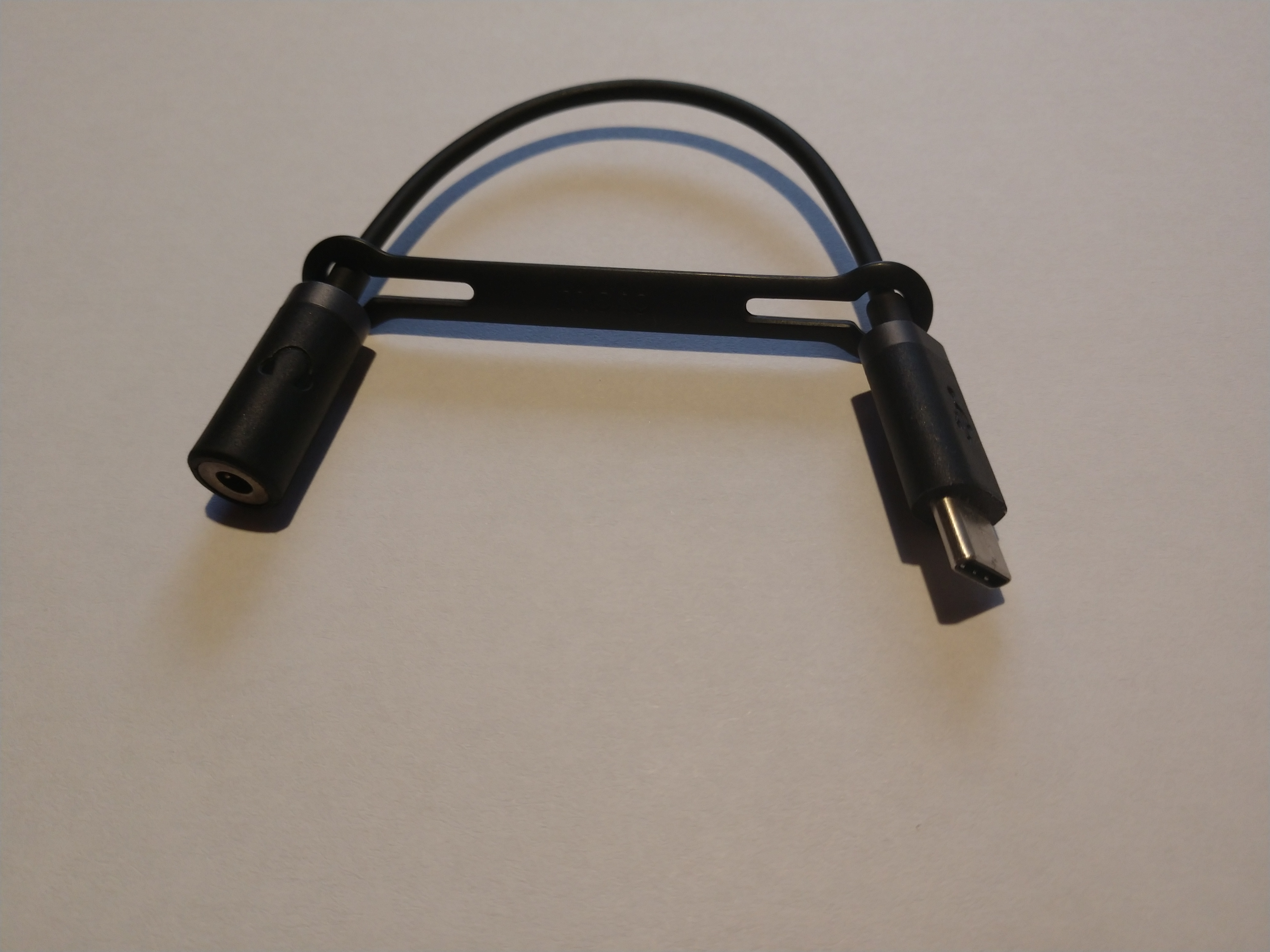
Ein USB-C auf Klinke-3,5-Adapter, wie er oft bei Smartphones verwendet wird.
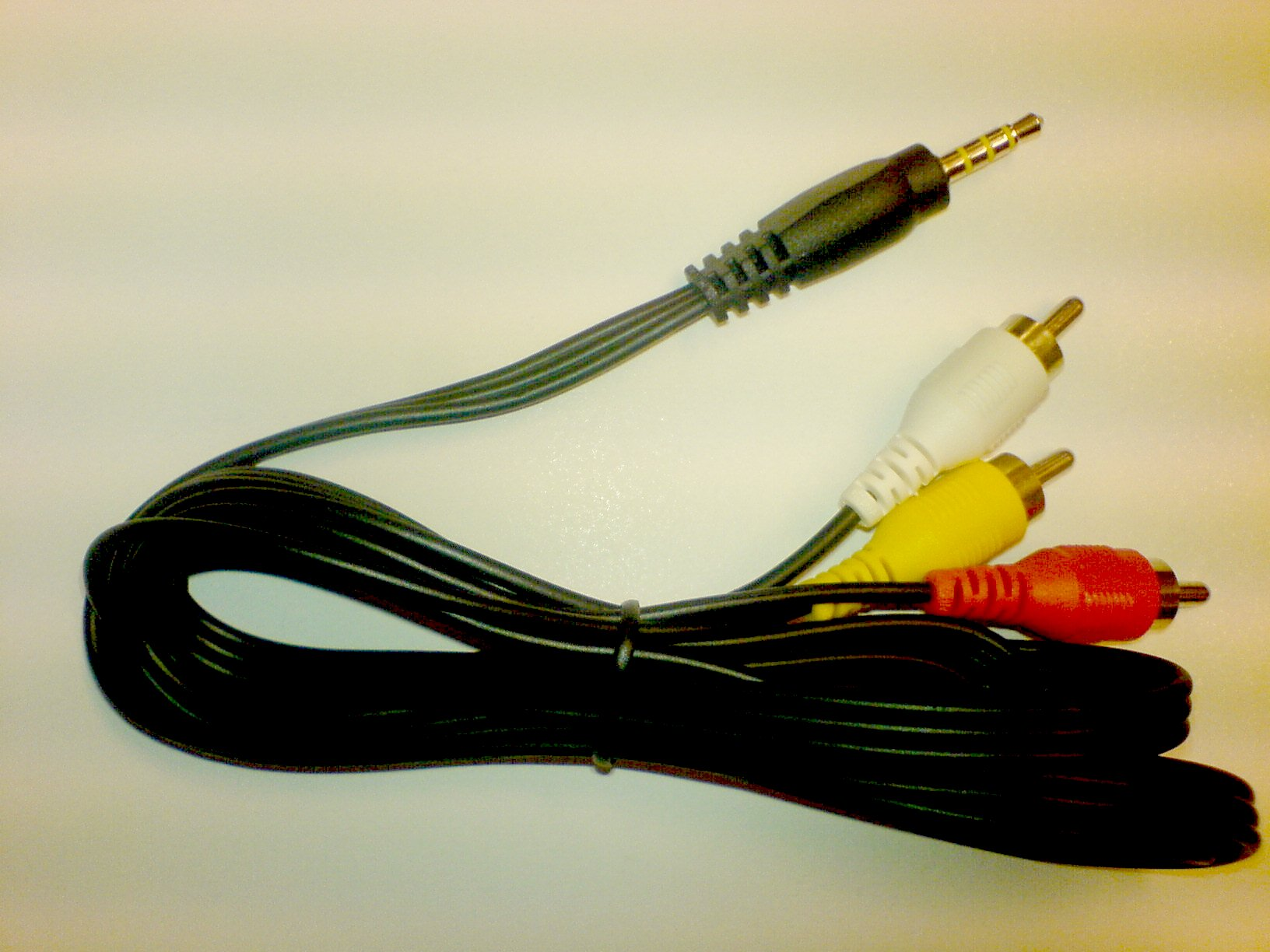
Adapter für eine 4-polige Klinke-3,5 für FBAS- und Stero-Audio-Signale (Cinch)
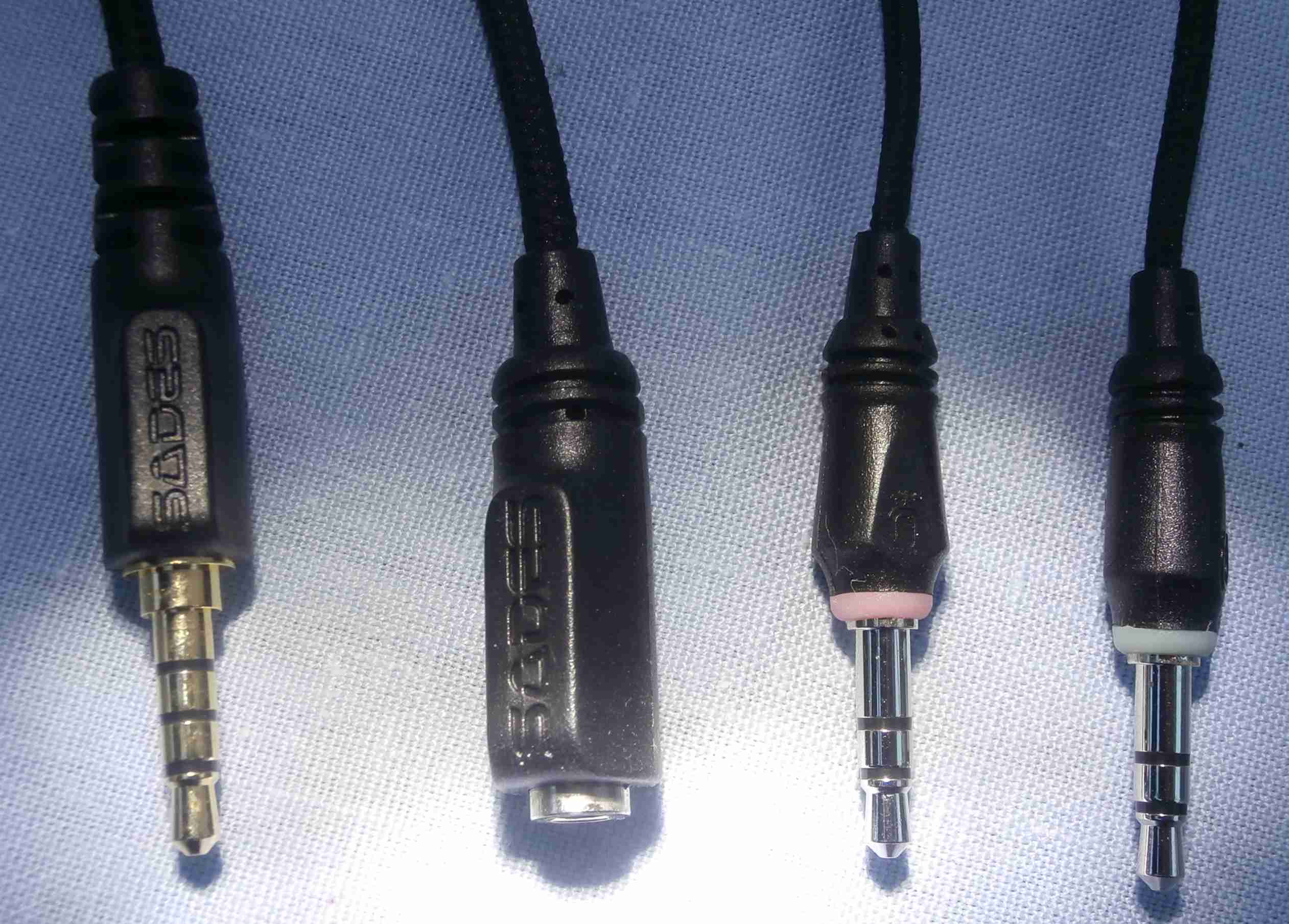
3,5-Adapter von einem TRRS-Klinkenstecker auf zwei TRS-Klinkenstecker, für Stereoheadset

Durch den Gebrauch von Adaptern erhöhen sich die Übergangswiderstände ebenso wie die Wahrscheinlichkeit von Kontaktschwierigkeiten.
Viele Kopfhörerhersteller legen ihren Produkten einen Adapter bei, um den Kopfhörer sowohl an Geräten mit 3,5-mm- als auch an 6,35-mm-Klinkenbuchse betreiben zu können. Ist der Kopfhörer hauptsächlich für den Betrieb an tragbaren Geräten oder Computern vorgesehen, kommt ein 3,5-mm-Stecker am Kabel zum Einsatz, auf den ein Adapterstecker auf 6,35 mm aufgesteckt oder aufgeschraubt werden kann. Umgekehrt nutzen Kopfhörer, die nur gelegentlich an tragbaren Geräten betrieben werden, einen 6,35-mm-Stecker mit einem Adapterstecker auf 3,5 mm, wobei jedoch aufgrund der größeren Hebelkräfte des 6,35-mm-Steckers die 3,5-mm-Buchse leicht beschädigt werden kann. Besser ist hier ein Adapterkabel, also ein Adapter mit einem kurzen Stück Kabel zwischen den beiden Steckelementen.
Für den Betrieb an besonders kompakten Geräten gibt es Adapterstecker und -kabel, um einen 3,5-mm-Stecker an eine 2,5-mm-Buchse anzuschließen.

## Anwendungen
Zur Farbcodierung der Stecker und Buchsen siehe ggf. bei Farbkennzeichnung.
Da einfache Klinkenstecker mechanisch nicht sehr robust sind, ist ihr Anwendungsgebiet mehr auf elektronische Kleingeräte (auch portable, wie Smartphones) und Heimelektronik (einschließlich Personal Computer) beschränkt. Im professionellen Tonstudio (Tontechnik) oder bei der musikalischen Bühnentechnik wird mehr auf XLR-Steckverbinder gesetzt, einzig E-Gitarren werden noch oft über 6,35-mm-Klinkenstecker angeschlossen.
Es werden auch hochwertige Sonderbauformen mit mechanischer Verriegelung angeboten, die mit XLR-Verbindern zumindest mechanisch konkurrieren können.

### Kopfhöreranschluss
Dreipolige Stereostecker in der 3,5 mm großen Ausführung sind seit den 1980er-Jahren der marktübliche Steckverbinder bei Kopfhörern für tragbare Geräte; tragbare Miniaturgeräte verwenden seltener auch 2,5 mm große Stecker. Bei hochwertigen nicht-tragbaren Geräten (z. B. HiFi-Verstärker) und im professionellen Umfeld findet dagegen der 6,35-mm-Stecker Verwendung.
Verschiedene Hersteller setzen auch vierpolige 3,5-mm-Klinkenstecker ein, an tragbaren Geräten oft zur Fernsteuerung des Gerätes durch einen kleinen Schalter im Kopfhörerkabel. Üblicherweise kann der Zusatzkontakt problemlos nach Masse kurzgeschlossen werden, so dass auch konventionelle Kopfhörer angeschlossen werden können.
Die Firma Apple benutzte früher den vierten Kontakt bei einigen Laptops, um dort ein Composite-Videosignal auszugeben, so dass ein Fernsehgerät mit einem einzigen Stecker angeschlossen werden kann. Auch hier ist der Zusatzkontakt ohne Schäden nach Masse kurzschließbar. Nokia bietet diese Funktion bei einigen Smartphones (z. B. N95) an, so kann das Handy am Fernseher angeschlossen werden. Auch bei einigen Sony-Camcordern wird das Composite-Videosignal über den AUX-Kontakt geleitet.
Einige Hersteller nutzen an tragbaren digitalen Audiogeräten eine 3,5-mm-Klinkenbuchse, die ein optisches S/PDIF-Signal auf die Spitze des Klinkensteckers und gleichzeitig ein Stereosignal auf die herkömmlichen Metallkontakte führt. So kann die Kopfhörerbuchse wie gewohnt benutzt werden, alternativ kann aber auch ein vollständig aus Kunststoff bestehender Klinkenstecker („null-polig“) eingesteckt werden, an dessen Spitze ein Lichtleiter austritt, um das Gerät mit einem optischen digitalen Eingang, zum Beispiel an einem HiFi-Verstärker, zu verbinden. Die Kontakte in der Buchse dienen hier nur noch dazu, den Stecker zu halten.
Bei Stereo wird der Massekontakt (oft auch im angeschlossenen Kabel) gemeinsam genutzt. Das führt besonders bei niederohmigen Hörern zur Beeinflussung des fremden Kanals. Das Übersprechen ist nicht mehr zu vernachlässigen, zumal die Kontaktwiderstände typisch kritisch sind. Bei den heute seltenen DIN-Würfelsteckern war die Masse unabhängig, die Kanäle ideal getrennt.

### Line-Level-Anschluss
Die Anschlussbelegung ist identisch mit dem Kopfhöreranschluss, jedoch ist der Signalpegel anders und die externe Anschlussimpedanz höher als beim Kopfhörer. Üblich sind 3,5-mm-Stereo-Steckverbinder an tragbaren Geräten und an Computern, sowie 6,35-mm-Steckverbinder in Mono und Stereo im semiprofessionellen Umfeld und bei Geräten für Musiker.
Hochwertige Geräte besitzen oft jeweils einen symmetrischen 6,35-mm Mono-Anschluss für jeden Kanal.
Der Kopfhöreranschluss kann hilfsweise als Line-Ausgang verwendet werden. Je nach Quelle ist es aber möglich, dass der Kopfhörerausgang einen zu geringen Pegel hat und den Eingang nicht ausreichend aussteuern kann. Ein Kopfhörerausgang ist im Pegel einstellbar. Ein Line-Ausgang verfügt dagegen – wenn überhaupt – nur über eine grobe Pegelanpassung.
Im Consumerbereich werden für Line-Level-Signale meist Cinch-Verbindungen benutzt, manchmal – vor allem bei älteren Geräten – sind es auch DIN-Steckverbinder. Im PC-Bereich werden 3,5-mm-Klinkenstecker verwendet.

### Mikrofonanschluss

#### Stereo-Mikrofone
Die Anschlussbelegung ist identisch mit dem Kopfhöreranschluss, wenn auch mit deutlich niedrigerem Pegel und anderer Impedanz.
- Spitze: links, Ring: rechts, Schaft: Masse

#### Mono-Mikrofone
- Zweipoliger Stecker: Spitze: Signal, Schaft: Masse; ggf. mit Tonaderspeisung
- Dreipoliger Stecker, 3,5 mm, unsymmetrisch, Variante Consumer (z. B. Soundblaster):  Spitze: Signal, Ring: Speisung (z. B. 1,5 V oder 5 V), Schaft: Masse
- Dreipoliger Stecker, 3,5 mm, unsymmetrisch, Variante Funkmikrofone (z. B. Sennheiser[10]):  Spitze: Signal mit Tonaderspeisung (z. B. 10V), Ring: Line-Eingang, Schaft: Masse
- Dreipoliger Stecker, symmetrisch: Spitze: +, Ring: -, Schaft: Masse; ggf. mit Phantomspeisung

Professionelle Mikrofone (außer Ansteck- und Nackenbügelmikrofone) werden in der Regel nicht über Klinken-, sondern über XLR-Verbinder angeschlossen.

### Gitarrenanschluss
E-Gitarren und Elektroakustische Gitarren weisen in der Regel eine 6,35-mm-Monobuchse auf und werden über ein Kabel mit einem Monostecker an einen Verstärkereingang angeschlossen. Die Belegung ist die gleiche wie beim Mikrofonanschluss. Es gibt auch Modelle, die ein Stereosignal über eine Stereobuchse übertragen. Bei aktiven Tonabnehmersystemen kann ein Schaltkontakt in der Buchse dazu dienen, die Stromversorgung des eingebauten Impedanzwandlers ein- und auszuschalten.

### Insert
Die Insertbuchse (z. B. bei Mischpulten) dient dazu, externe Effektgeräte in den Signalweg einzuschleifen, und zwar vor dem Fader (bei einfachen Mischpulten direkt nach dem Eingangsverstärker (Gain), bei größeren Pulten auch umschaltbar nach dem EQ). Der interne Signalweg wird dabei durch einen Trennkontakt der Klinkenbuchse unterbrochen, sobald der Klinkenstecker eingesteckt wird. Ein Kontakt des dreipoligen Klinkensteckers (meist Spitze) greift das Signal ab, der andere (meist Ring) führt es wieder zurück. Daher ist die Signalführung unsymmetrisch. Es ist ein spezielles Insertkabel zum Anschluss der Effektgeräte erforderlich. Üblicherweise werden nur sog. Dynamics (z. B. Kompressor) in den Insert eingeschleift, Verzögerungseffekte wie Hall hingegen werden über Aux Send und Return eingebunden.
Mit einem speziellen Kabel kann eine Insertbuchse auch als (unsymmetrischer) Direct Out verwendet werden. Dafür müssen im Anschlusskabel die Kontakte von Spitze und Ring des Insertsteckers verbunden werden.

### Datenübertragung
Einige Hersteller von Taschenrechnern nutzen den Klinkenstandard, um ihre Geräte mit Datenübertragung auszustatten. So können einzelne Variablen, aber auch ganze Programme von Taschenrechner zu Taschenrechner, aber auch von Taschenrechner zu PC übermittelt werden (z. B. die TI-83-Reihe von Texas Instruments).
Beim iPod shuffle (2. Generation) wird ein vierpoliger Klinkenstecker zur Übertragung eines USB-Signals genutzt. Durch die darin enthaltene 5-V-Spannung wird auch der eingebaute Akku geladen.
In der Musikelektronik werden auch reine Schaltsignale, zum Beispiel von einem Fußschalter, häufig mit 6,35-mm-Klinkensteckern übertragen.
Sensoren für beispielsweise den Puls an Heimtrainern sind oft mit Klinkensteckern ausgerüstet. Hier ist die fehlende mechanische Verriegelung von Vorteil. Wenn das Kabel gespannt wird, löst sich der Stecker, ohne dass es zu einer Beschädigung der Verbindung kommt.
Auch zur Datensicherung auf Analog-Cassetten bei älteren Synthesizern kamen Klinkenstecker bzw. -buchsen zum Einsatz.
Einige EKG-Geräte älterer Bauart wiesen Klinkenbuchsen auf, von denen die Leitungen zu den Herzsensoren abgingen.
Der Kopfhöreranschluss des Nexus 4 ist gleichzeitig ein UART-Anschluss.

### Stromversorgung

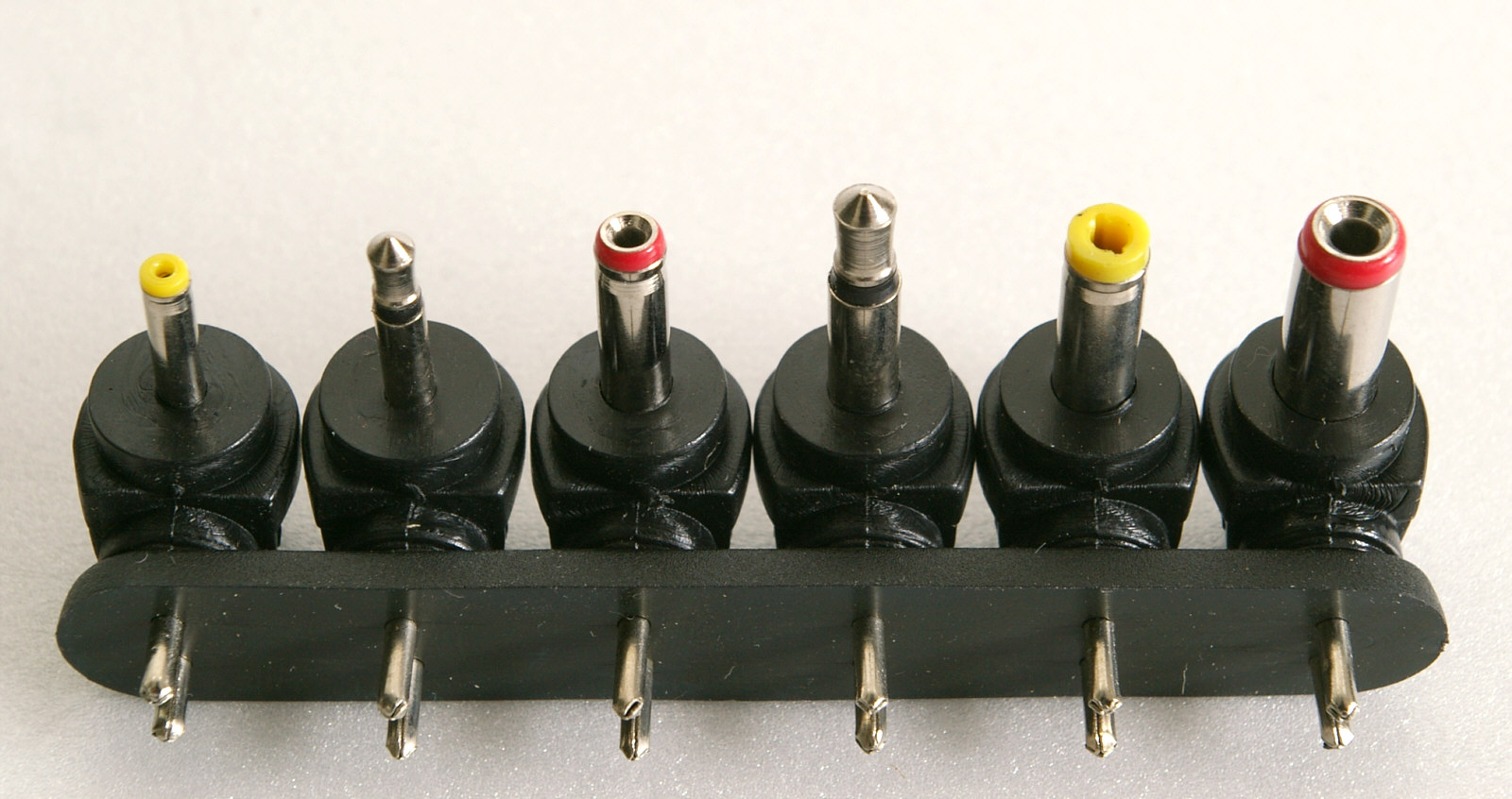
Adapter für universelle Steckernetzteile

Klinkenstecker mit 2,0 mm, 2,5 mm und 3,5 mm Durchmesser kommen gelegentlich für die Stromversorgung von Kleingeräten zur Anwendung. Da die Kontakte offen liegen, kann es mit diesen Steckern bereits beim Einstecken zu einem Kurzschluss kommen, das verwendete Steckernetzteil sollte daher kurzschlussfest ausgelegt sein. In den meisten Fällen werden daher zur Stromversorgung Hohlstecker (rechts im Bild) eingesetzt. Weder die Dimensionen der Stecker noch die Polarität an den Kontakten sind genormt. Meistens ist die Spitze mit dem Pluspol und der Schaft mit dem Minuspol verbunden.

### Lautsprecheranschluss
Instrumentalverstärker in der Beschallungstechnik nutzen traditionell Klinkenverbinder zum Anschluss interner und/oder externer Lautsprecher. Insbesondere bei Geräten der niedrigen bis mittleren Preislage werden trotz Nachteilen Klinkenbuchsen und -stecker verwendet:
- Die Kontakte sind nicht berührungsgesichert. Der SELV-Spannungsgrenzwert (25 Volt Wechselspannung) wird leicht überschritten.
- Es fließen hohe Ströme, die das Klinkenstecksystem in Grenzbereichen belasten. Bei einer Leistung von 500 Watt und einer Lautsprecher-Impedanz von 4 Ohm fließt bereits ein Strom von mehr als 10 Ampere.
- Beim Eindrücken des Steckers in die Lautsprecherbox wird der Verstärker kurzgeschlossen und kann im eingeschalteten Zustand zerstört werden.
- Ein- und Ausgänge von Geräten sowie Schalteingänge (alle üblicherweise als 6,35-mm-Klinkenstecker ausgeführt) können verwechselt werden, wodurch hohe elektrische Leistungen in empfindliche Eingänge geleitet oder Ausgänge unzulässig parallelgeschaltet werden können.
- Röhrenverstärker dürfen nicht ohne Lautsprecher betrieben werden. Wenn sich der Steckkontakt löst, kann der Verstärker zerstört werden.

### Luftfahrt
In der Luftfahrt werden Klinkenstecker in verschiedenen Größen eingesetzt:
- Zivile Flugzeuge (Motorflugzeuge der allgemeinen Luftfahrt und Verkehrsflugzeuge mit Ausnahme der XLR-Verbinder nutzenden Airbus-Modelle):
  - Kopfhörer (Headset): 6,3-mm-Klinkenstecker zweipolig und selten auch dreipolig, bezeichnet als PJ 055
  - Mikrofon (Headset und Handmikrofon): 5,23-mm-Klinkenstecker (0,206 Zoll) zweipolig, bezeichnet als PJ 068
- Helikopter und militärische Flugzeuge (inkl. Kampfjets):
  - Kopfhörer, Mikrofon (Headset): 7,13-mm-Klinkenstecker (0,281 Zoll) mit insgesamt vier Polen (Spitze plus zwei Ringe + Schaft), bezeichnet als U174/U, selten als TP120 oder umgangssprachlich als NATO-Plug

## Probleme

### Wackelkontakte
Insbesondere die kleineren Ausführungen des Klinkensteckers (3,5 mm und 2,5 mm) sind mechanisch nicht sehr stabil, so dass Wackelkontakte entstehen können. Sogar bei professionellen Ausführungen besitzt der Massekontakt oft keine eigene Kontaktfeder.
Gerade bei vielen Low-Cost-Geräten und -Kabeln sind die Kontakte in den Buchsen und an den Steckern sehr minderwertig ausgeführt. Schon fabrikfrisch sind die Kontakte schlecht, zudem können sie oxidieren, und eine ungünstige mechanische Ausführung bedingt Wackelkontakte. Davon ist besonders häufig der Massekontakt betroffen, was gerade bei niederohmigen Lasten (Kopfhörern) zu einem Brummen und Übersprechen der beiden Tonkanäle führen kann. Bei netzbetriebenen Geräten stört es, weil sich bei einem hohen Widerstand zwischen den Gerätemassen eine Störspannung zwischen beiden Punkten ausbildet. Ist die Masseverbindung ganz unterbrochen, sind die beiden Schallwandler des Kopfhörers zwischen den Signalausgängen gegenpolig in Reihe geschaltet. Der Monoanteil wird ausgelöscht und die Stereodifferenzen ergeben ein typisch Bass-armes, schlecht ortbares, einkanaliges Signal. Bei Musikaufnahmen verbleibt vom Gesang und mittigen Solo-Instrumenten nur noch ein Hall.
Bei vielen mobilen Geräten sind die Buchsen direkt auf die Platine gelötet und nicht am Gehäuse befestigt. Bei der Benutzung entstehen Hebelkräfte, wodurch Lötstellen brechen können.

### Kurzschlusseffekte beim Stecken
Der Klinkenstecker verbindet zunächst die Signalleitungen und erst dann die Masseleitung. Während des Einsteckens kommt die Spitze (linker Kanal) zunächst mit Masse, dann mit der Kontaktfeder des rechten Kanals und schließlich mit der Kontaktfeder des linken Kanals in Berührung. Analog kommt der Ring für den rechten Kanal erst mit Masse in Berührung, bevor er an der Kontaktfeder des rechten Kanals anliegt. Das führt im Moment des Einsteckens an der Signalquelle zu Störgeräuschen, wenn das Kabel zum Eingang eines Verstärkers führt. Umgekehrt wird ein Klinkenkabel am Verstärkerausgang einen Kurzschluss beim Einstecken an der Signallast (z. B. Lautsprecher) erzeugen. (Für Lautsprecher siehe SPK – speakON, für Line/Mikrophon siehe XLR.)
Je nach Bauart und Herstellungsqualität überbrücken bei manchen Anschlüssen die Kontaktfedern beim Einstecken sogar die Isolationsringe des Steckers und führen so zum zeitweiligen Kurzschluss einzelner Kanäle. So werden beispielsweise bei manchen Kopfhöreranschlüssen die Verstärkerausgänge beim Einstecken in einer bestimmten Position kurzgeschlossen, ebenso wie bei manchen Netzgeräten mit Klinkenstecker. Während Kopfhörerverstärker meist vorübergehend kurzschlussfest sind, sollten alle anderen Steckverbindungen daher nur an abgeschaltete Geräte angeschlossen werden, um Überlastungen durch solche Kurzschlüsse zu vermeiden. Minderwertige Netzteile oder Kabel können sich hierdurch stark erhitzen und Schäden anrichten.

### Kurzschlusseffekte durch Monostecker, symmetrische Anschlüsse
Mono- und Stereo-Klinkensteckverbinder sind elektrisch nicht kompatibel: Monostecker in Stereobuchsen schließen den rechten Kanal nach Masse kurz, Stereostecker in Mono-Buchsen haben keine Verbindung (offen) für den rechten Kanal, oder es wird der rechte Kanal gegen Masse kurzgeschlossen. Dieser bleibt also stumm.
Wenn bei professionellem Studioequipment die Kabel für unsymmetrische Audiosignale mit Monoklinken in Buchsen für symmetrische Verbindung (Stereobuchsen) gesteckt werden, entsteht dadurch ein Kurzschluss des komplementären (inv) Signals, das auf dem rechten Pol (Ring) liegt. Der Eingang bzw. Ausgang und damit die Verbindung agiert unsymmetrisch und verliert so natürlich den Vorteil einer symmetrischen Datenverbindung mit Differenzsignal.
Ein symmetrischer Ausgang reagiert je nach Schaltung aber unterschiedlich. Hochwertige Servo/Floating-Ausgänge benehmen sich mit einer Monoklinke problemlos wie ein unsymmetrischer Ausgang. Der komplementäre (inv) Pol muss für unsymmetrischen Betrieb zwingend mit Masse verbunden werden.
Die häufigeren Masse-symmetrischen Ausgänge dagegen können bei Monoklinken neben dem Verlust der typischen Vorteile einer symmetrischen Verbindung auch noch erhöhte Verzerrungen und eine starke Belastung der Elektronik zeigen. Bei solchen Verstärkern ist der Kurzschluss des komplementären (inv) Pols zu vermeiden. Es sollte hier also möglichst eine Stereoklinke verwendet werden, aber der Ring nicht mit Masse verbunden werden, auch wenn Probleme nicht immer sofort offensichtlich sind.
Nach Möglichkeit sollte bei halbsymmetrischen Verbindungen das Kabel zweipolig-paarig symmetrisch ausgeführt werden. Die Adaption erfolgt dann ausschließlich auf der unsymmetrischen Seite. Bei unsymmetrischen 6,35-mm-Klinken-(Mono-)Eingängen erfolgt die Adaption in vielen Fällen automatisch und optimal im Gerät, das gilt meist auch für unsymmetrische Mono-Klinkenausgänge. Bei reinen 6,35-mm-Verbindungen wird also genau so verkabelt wie bei symmetrischen Anschlüssen. Sonst werden das Kabel und eine Steckerseite zwar komplett symmetrisch aufgebaut, die Adaption erfolgt aber dann im Stecker (oder über einen Adapter) auf der unsymmetrisch anzuschließenden Seite (typisch dann kein 6,35-mm-Klinkenstecker oder keine Line-Verbindung). So werden weiterhin noch manche Aspekte der Differenz-Signalverarbeitung genutzt. (Bei Kabeln an Masse-symmetrischen Ausgängen kann die zweite Ader im Kabel entfallen, also eine günstigere koaxiale Leitung verwendet werden. Bei solchen Ausgängen können auch mit optimal angepassten Verbindungen keinerlei Vorzüge einer Differenz-Ankopplung genutzt werden.) Fertige optimale Kabel sind sehr selten käuflich, optimale Adapter auch kaum.
Bei Klinkenkabeln ist weiterhin zu beachten, dass Stereo- und symmetrische (Mono-)Kabel von außen kaum unterschieden werden können und im Handel auch meist nicht unterschieden werden. Bei Stereokabeln sollten die zwei signalführenden Adern getrennt geschirmt sein, bei symmetrischen Kabeln dagegen paarig geschirmt. Auch das trägt zur Unsicherheit einer Verkabelung mit Klinkenstecker bei.

### Verwechslungsgefahr
Bei Klinkensteckern, die zur Stromversorgung benutzt werden, besteht Kurzschlussgefahr, wenn der Stecker mit leitfähigen Gegenständen in Kontakt kommt. Ein längerer Kurzschluss zwischen Steckerspitze und Hülse kann eine Zerstörung des Netzteils zur Folge haben. Wenn ein mit einem Netzteil verbundener Klinkenstecker in einen Kopfhörer-, Mikrofon- oder Line-Anschluss gesteckt wird, kann das Audiogerät zerstört werden.
Die oben dokumentierte Kontaktbelegung für Audiosignale (Lautsprecher, Kopfhörer usw.) wird von allen Herstellern verwendet. Für Stromversorgungen gibt es jedoch keine Übereinkunft. Oft ist an den Geräten oder in der Bedienungsanleitung angegeben, welche Belegung genutzt wird. Im Falle von Gleichstrom liegt der Minuspol häufig an der Hülse und der Pluspol an der Spitze.

## Farbkennzeichnung
Für die 3,5-mm-Anschlüsse an Computer-Soundkarten/Mainboards hat sich eine farbige Kennzeichnung der Ein- bzw. Ausgänge gemäß der PC99-Spezifikation etabliert:
| Farbe | Farbe   | Funktion                                                                          |
| ----- | ------- | --------------------------------------------------------------------------------- |
|       | rosa    | Mikrofoneingang (Mono).                                                           |
|       | blau    | Line-In (Stereo).                                                                 |
|       | grün    | Ausgang für Lautsprecher, Line-Out (Stereo)                                       |
|       | schwarz | Rücklautsprecher-Ausgang (Stereo)                                                 |
|       | silber  | Seitenlautsprecher-Ausgang (Stereo)                                               |
|       | orange  | Subwoofer-Ausgang und Center-Ausgang Oft alternativ schaltbar zum Digital-Ausgang |

Die genauen Farben können in Farbton und Sättigung abweichen. Die Farbkennzeichnung ist darüber hinaus auch an Klinkensteckern, Kopfhörern, CD-Spielern, MP3-Playern und MiniDisc-Spielern zu finden.